# 傑弗遜 (阿拉巴馬州)
傑佛遜（英語：Jefferson）是一個位於美國阿拉巴馬州馬倫戈縣的非建制地區。該地的面積和人口皆未知。

## 地理
傑佛遜的座標為32°23′09″N 87°53′53.5″W / 32.38583°N 87.898194°W，而該地的平均海拔高度為71米（即233英尺）。